# 니콜라 무샤노프

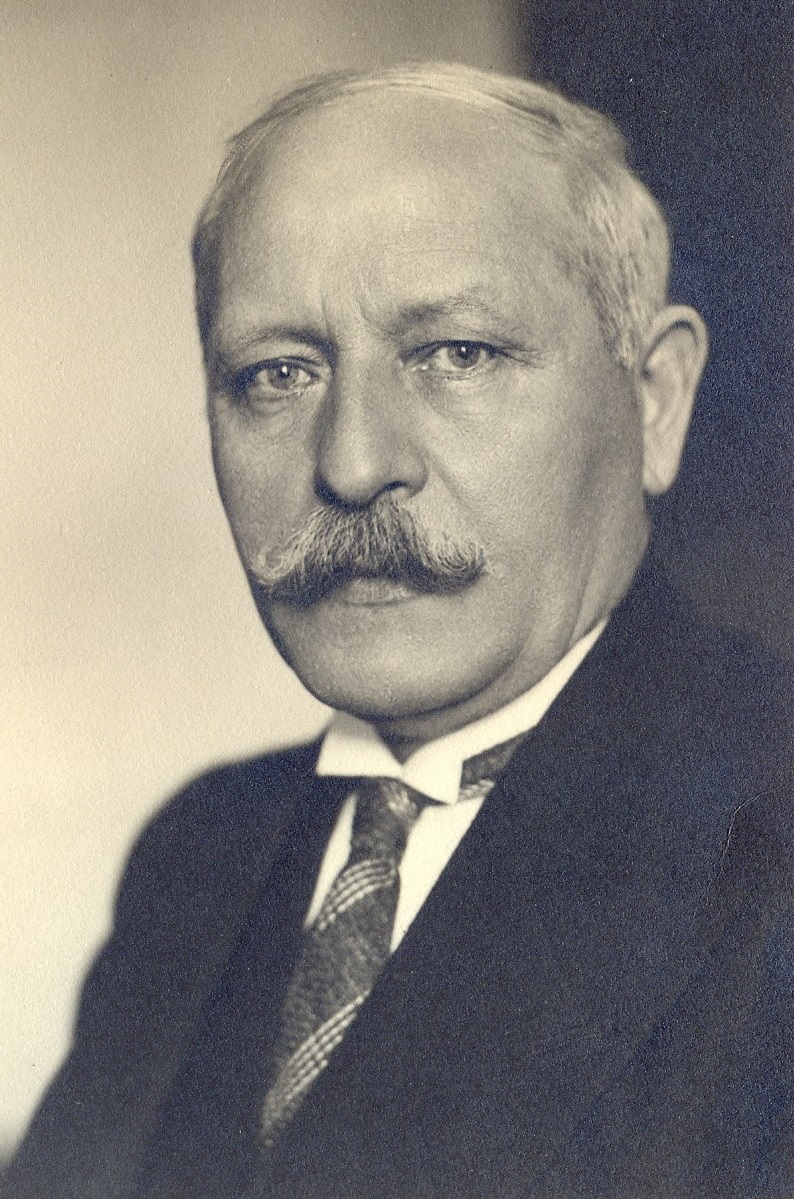
니콜라 무샤노프

니콜라 스토이코프 무샤노프(불가리아어: Никола Стойков Мушанов)는 불가리아의 자유주의 정치인이다. 수상 겸 민주당 당료.